# Mina (eenheid)
Een mina (Oudgrieks: μνᾶ / mnã; Latijn: mina) was een gewicht- en munteenheid in Mesopotamië en het oude Griekenland, waarvan de waarde verschilde van polis tot polis.
De mina was oorspronkelijk een oosterse gewichtseenheid, die door de Grieken werd overgenomen. Het woord MNA zou Fenicisch van oorsprong zijn. Sinds de vroegste Sumerische tijden was de mina reeds in gebruik. Tijdens de periode van Ur-Nammu werd de mina vastgesteld op 1/60 talent, alsook 60 shekel. Het gewicht van de Babylonische mina is aan de hand van archeologische vondsten berekend op 571 gram. Uit de Akkadische periode was 2 mina gelijk aan 1 sila water (zie clepsydra, waterklok).
Een Atheense mina woog ongeveer 431 gram. Solon zou de waarde van één (Aeginetische) drachme aan 73 minae optrekken naar 100 minae voor één Attische drachme.
De mina werd ook gebruikt als gewicht, zo gebruikten de Balearische slingeraars in dienst van Hamilcar in de slag aan de Himera (310 v.Chr.) stenen met een gewicht van een mina om naar de vijand te slingeren.

## Verhouding van de verschillende munten
1 talent = 60 minae
1 mina = 100 drachmen
1 drachme = 6 obolen
1 obool = 8 chalkus

## Afbeeldingen

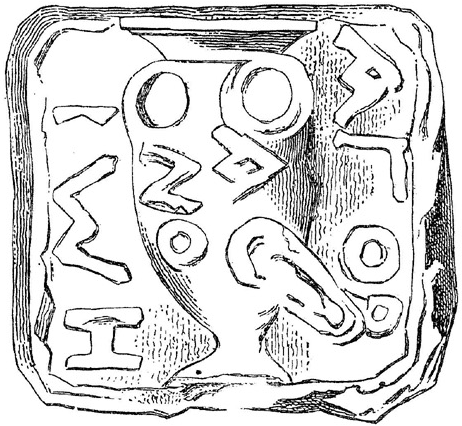
Mina van Athene.
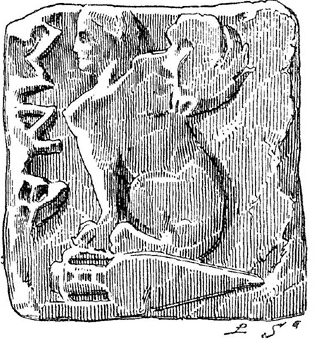
Mina van Chios.
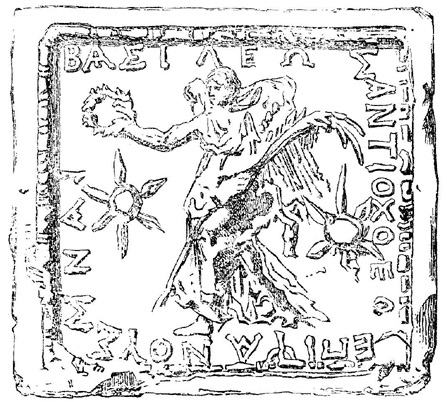
Mina van Antiochus IV Epiphanes.
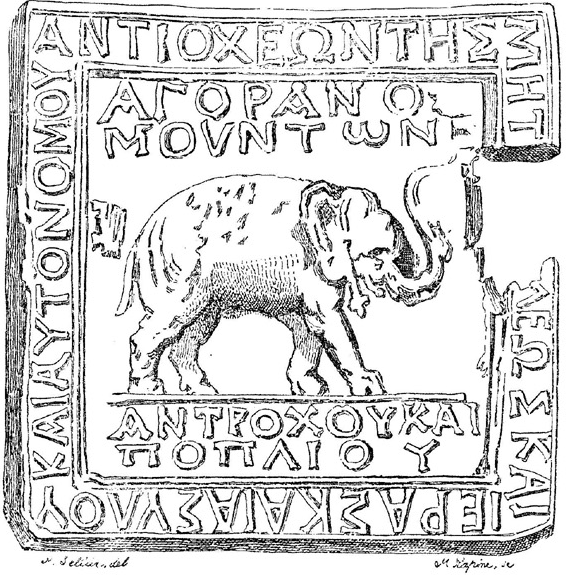
Mina van Antiochië.

## Voetnoten
1. ↑  W.M. Leake, Weights of Greek Coins, in The Numismatic Chronicle XVII (1854/1855)p. 203.).
2. ↑  Joodse Encyclopedie
3. ↑  Berekening op basis van archeologische vondsten
4. ↑  L. Adkins - R.A. Adkins, art. weights (Ancient Greece), in L. Adkins - R.A. Adkins, Handbook to Life in Ancient Greece, New York, 1997.
5. ↑  Plutarchus, Solon 15.
6. ↑  Diodorus Siculus, XIX 109.